# Aran Zalewski
Aran Zalewski (* 21. März 1991 in Subiaco City) ist ein australischer Hockeyspieler, der mit der australischen Hockeynationalmannschaft 2014 Weltmeister und 2018 Weltmeisterschaftsdritter war, 2021 erhielt er die olympische Silbermedaille.

## Sportliche Karriere
Der Mittelfeldspieler debütierte 2011 in der Nationalmannschaft. Er absolvierte bis 2024 267 Länderspiele.
Bei der Weltmeisterschaft in Den Haag gewannen die Australier ihre Vorrundengruppe mit fünf Siegen in fünf Spielen. Nach einem 5:1-Halbfinalsieg über die argentinische Mannschaft bezwangen die Australier im Finale die niederländische Mannschaft mit 6:1. Nur anderthalb Monate später fanden die Commonwealth Games 2014 in Glasgow statt. Im Finale trafen die Australier auf die indische Mannschaft, die Australier siegten mit 4:0. Bei den Olympischen Spielen 2016 in Rio de Janeiro erreichten die Australier das Viertelfinale, unterlagen dort aber der niederländischen Mannschaft. Nach den Platzierungsspielen belegten die Australier den sechsten Platz.
Im April 2018 waren die Australier Gastgeber der Commonwealth Games 2018, im Finale besiegten sie die neuseeländische Mannschaft mit 2:0. Bei der sechsten Austragung eines Hockeyturniers im Rahmen der Commonwealth Games gewann die australische Mannschaft ihren sechsten Titel. Ende 2018 fand im indischen Bhubaneswar die Weltmeisterschaft 2018 statt. Die australische Mannschaft unterlag den Niederländern im Halbfinale nach Penaltyschießen. Im Spiel um den dritten Platz bezwangen die Australier die englische Mannschaft mit 8:1. Zalewski fungierte bei der Weltmeisterschaft als zweiter Kapitän neben Eddie Ockenden. Bei den Olympischen Spielen in Tokio gewannen die Australier ihre Vorrundengruppe und gewannen im Viertelfinale das Penaltyschießen gegen die Niederländer. Nach einem Halbfinalsieg über die deutsche Mannschaft unterlagen die Australier im Finale den Belgiern im Penaltyschießen.
2022 gewann Zalewski mit dem australischen Team bei den Commonwealth Games in Birmingham. Seine drei Turniertore erzielte er in der Vorrunde. Bei der Weltmeisterschaft 2023 in Bhubaneswar gewannen die Australier im Viertelfinale gegen die spanische Mannschaft und verloren im Halbfinale gegen die Deutschen. Das Spiel um Bronze entschieden die Niederländer mit 3:1 für sich. Zalewski war in allen Spielen dabei. Bei den Olympischen Spielen 2024 in Paris schieden die Australier im Viertelfinale gegen die Niederländer aus. Zalewski wirkte in allen sechs Spielen mit.